# Sjas
Der Sjas (russisch Сясь, finnisch Säsjoki) ist ein Zufluss des Ladogasees im Nordwesten Russlands. 
Er entspringt in den Sümpfen unterhalb des westlichen Abhanges der Waldaihöhen in der Oblast Nowgorod. Der Fluss nimmt seinen weiteren Lauf durch die Oblast Leningrad und mündet etwa 11 Kilometer östlich des Flusses Wolchow in den südlichen Ladogasee. Nahe seiner Mündung ist er durch parallel zum Seeufer verlaufende Kanäle (Alter und Neuer Ladogakanal) mit den Flüssen Swir, Wolchow und Newa direkt verbunden, an seinem Mittellauf steht er bei Tichwin über Kanäle mit dem Tichwiner Kanalsystem in Verbindung. Damit besteht eine schiffbare Verbindung zur Wolga. Der Fluss bildet in den Wintermonaten eine geschlossene Eisdecke, wieder schiffbar wird er ab April.
Seine Länge beträgt 260 Kilometer bei einem Einzugsgebiet von etwa 7330 km², seine mittlere Wasserführung beläuft sich am Unterlauf, 27 Kilometer oberhalb der Mündung, auf 53 m³/s.